# Hypolimnas ivena
Hypolimnas ivena är en fjärilsart som beskrevs av Hans Fruhstorfer 1912. Hypolimnas ivena ingår i släktet Hypolimnas och familjen praktfjärilar. Inga underarter finns listade i Catalogue of Life.